# Margaret Gibson (Schriftstellerin)
Margaret Gibson (* 4. Juni 1948 in Toronto, Ontario, Kanada; † 25. Februar 2006 ebenda) war eine kanadische Schriftstellerin, für die das Schreiben das Verarbeiten ihrer geistigen Krankheit und persönlichen Probleme beinhaltete und deren Werke mit zwei namhaften kanadischen Literaturpreisen geehrt wurden.

## Leben
Geboren als mittleres Kind von Audrey und Dane Gibson sowie aufgewachsen in Scarborough, einer Vorstadt von Toronto, begann Margaret Gibson in den frühen 1970er Jahren mit dem Schreiben, um ihren Kampf mit der eigenen geistigen Erkrankung zu dokumentieren und zu verarbeiten. Dabei sind die biographischen Belege dazu unentschieden, ob sie an einer Schizophrenie oder einer bipolaren Persönlichkeitsstörung litt.
Gibson war Anfang der 70er Jahre mit Stuart Gilboord verheiratet. Aus dieser Ehe stammte der gemeinsame Sohn Aaron. Nach ihrer Scheidung von Gilboord zog Margaret Gibson mit ihrem langjährigen Freund, dem Schauspieler Craig Russell, zusammen.
Gibson veröffentlichte ihre Kurzgeschichtensammlung The Butterfly Ward als literarisches Debüt 1976. Das Buch enthielt die Erzählung Making It, die auf ihren Erfahrungen mit Russell beruhten. Diese Geschichte wurde später von Regisseur Richard Brenner für seinen Film Outrageous! adaptiert, in dem Schauspielerin Hollis McLaren die Hauptrolle Liza Connors, sprich Margaret Gibsons alter ego verkörperte. Brenner produzierte zehn Jahre später eine Fortsetzung namens Too Outrageos.
Ada, eine weitere Geschichte der Sammlung, bildete die Basis für eine CBC-Fernsehfilmproduktion, bei der Claude Jutra in seinem ersten englischsprachigen Film Regie führte.
The Butterfly Ward gewann 1977 gemeinsam mit Margaret Atwood Roman Lady Oracle den Toronto Book Awards, der damals noch als Gemeinschaftspreis vergeben wurde. 
Gibson veröffentlichte drei weitere Kurzgeschichtensammlungen, bevor sie mit Opium Dreams 1997 ihren ersten Roman schrieb. Dieser gewann den Books in Canada First Novel Award, woraufhin Gibson ein weiteres Buch publizierte.
In späteren Jahren teilte sich die Schriftstellerin einen Haushalt mit Juris Rasa, der auch ihr zweiter Ehemann wurde. 2006 verstarb sie im Alter von 57 Jahren an Krebs.

## Werk
- The Butterfly Ward. 1976.
- Considering Her Condition. 1978.
- Sweet Poison. 1993.
- The Fear Room and Other Stories. 1996.
- Opium Dreams. 1997.
  - Traumgrenzen. Aus dem Englischen von Karen Nölle-Fischer. List, München 1997, ISBN 3-471-79361-5.
- Desert Thirst. 1998.

## Auszeichnungen
- 1977: Toronto Book Awards für The Butterfly Ward
- 1997: Books in Canada First Novel Award für Opium Dreams

## Rezeption
Ihr Freund Stephen Jon Postal und seine Ehefrau Guia Dino Postal beschrieben Gibsons Teenagerzeit in ihrem Roman Of Margaret and Madness: A Novel Inspired By True Events. ISBN 978-1-4343-3275-2.
Ein Fernsehfilm, For the Love of Aaron, wurde 1994 über ihren Kampf gegen ihren Ex-Ehemann Stuart Gilboord um das Sorgerecht für ihren Sohn Aaron gedreht. Gibson wurde hier von der bekannten Schauspielerin Meredith Baxter verkörpert.
2011 produzierte das Vassar College's Powerhouse Theater David Solomons Theaterstück Margaret and Craig im Rahmen eines Workshops. Dabei basierte das Stück auf den schriftstellerischen Werken Craig Russells und Margaret Gibsons.